# Габонско галаго
Габонското галаго (Sciurocheirus gabonensis) е вид примат от семейство Галагови (Galagidae). Видът не е застрашен от изчезване.

## Разпространение
Разпространен е в Габон, Демократична република Конго, Екваториална Гвинея, Камерун и Централноафриканска република.